# Livro de Dimma

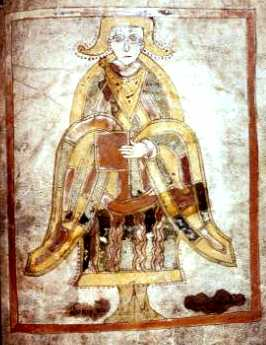
São Mateus

O Livro de Dimma (Dublin, Trinity College, MS.A.IV.23) é um Evangeliário de bolso irlandês do século VIII, originário da Abadia de Roscrea, fundada por Cronan de Roscrea em Condado de Tipperary, Irlanda.  Para além dos Evangelhos de Lucas e João, existe uma ordem para a Unção e Comunhão dos Doentes. A iluminura sobrevivente do manuscrito contém várias iniciais iluminadas, três páginas de retrato do evangelista e uma página com o símbolo de um evangelista (a águia de São João). O livro de bolso do evangelho tem um formato caracteristicamente insular, dos quais tanto o Missal Stowe como o Livro de Mulling são outros exemplos importantes.

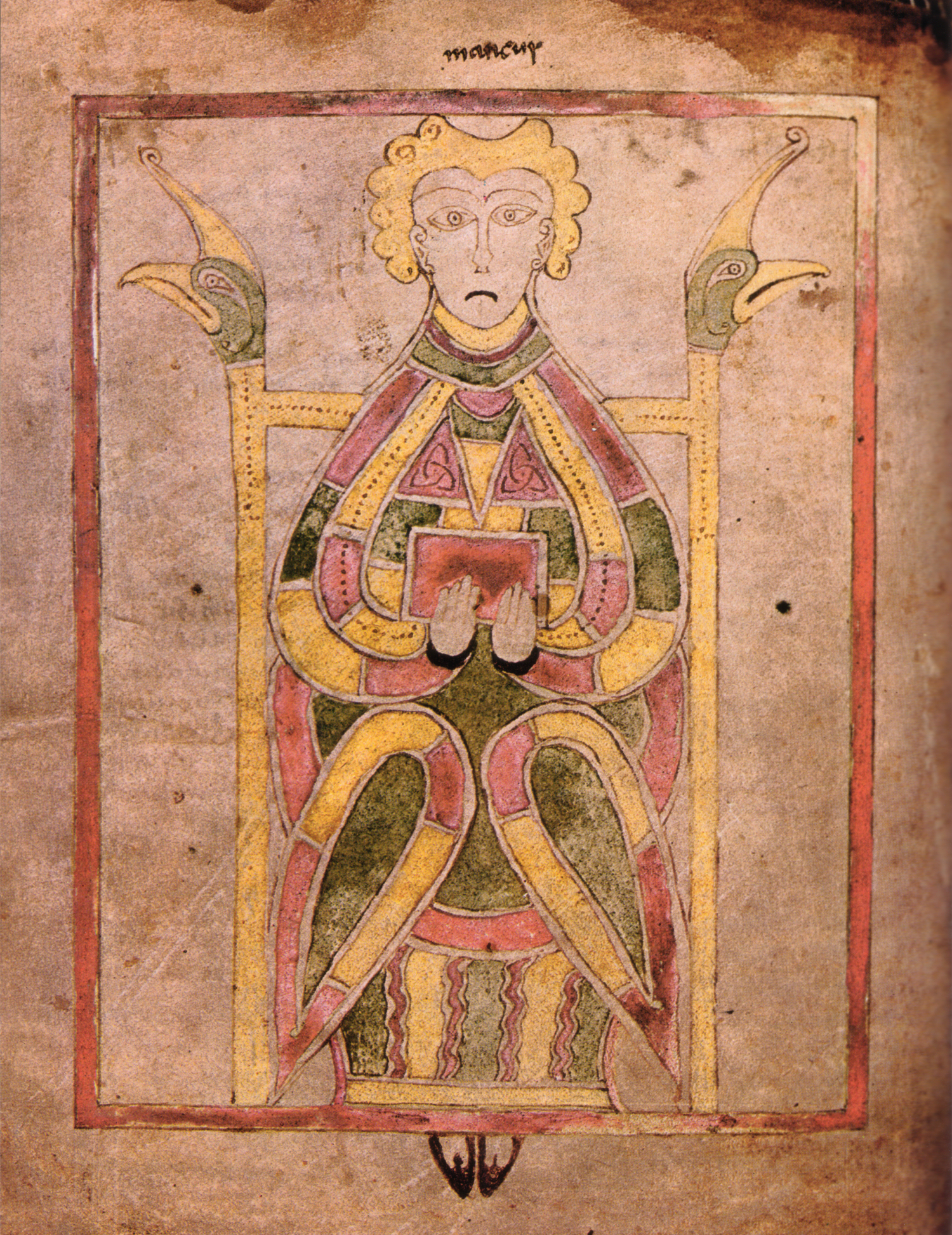
Retrato do evangelista

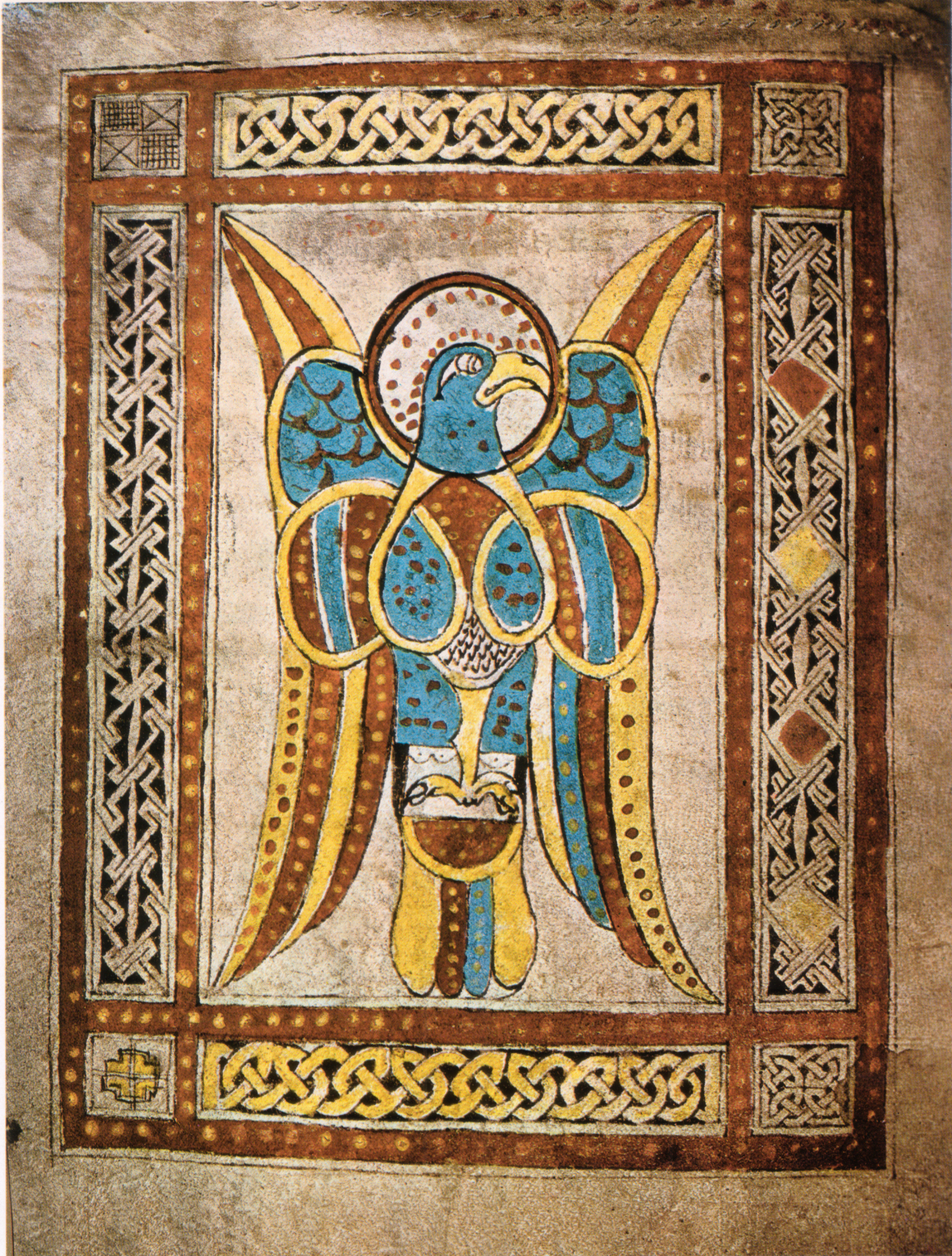
São João

Os evangelhos, para além de João, são "escritos na sua maior parte numa letra cursiva", enquanto João foram escritos "por um escriba diferente, em letra cursiva minúscula e elegante". Foi assinado pelo seu escriba, Dimma MacNathi, no final de cada um dos Evangelhos. Este Dimma tem sido tradicionalmente relacionado a um bispo que foi mais tarde Bispo de Connor, mencionado pelo Papa João IV numa carta sobre o Pelagianismo em 640. Esta identificação, no entanto, não pode ser comprovada.

## História

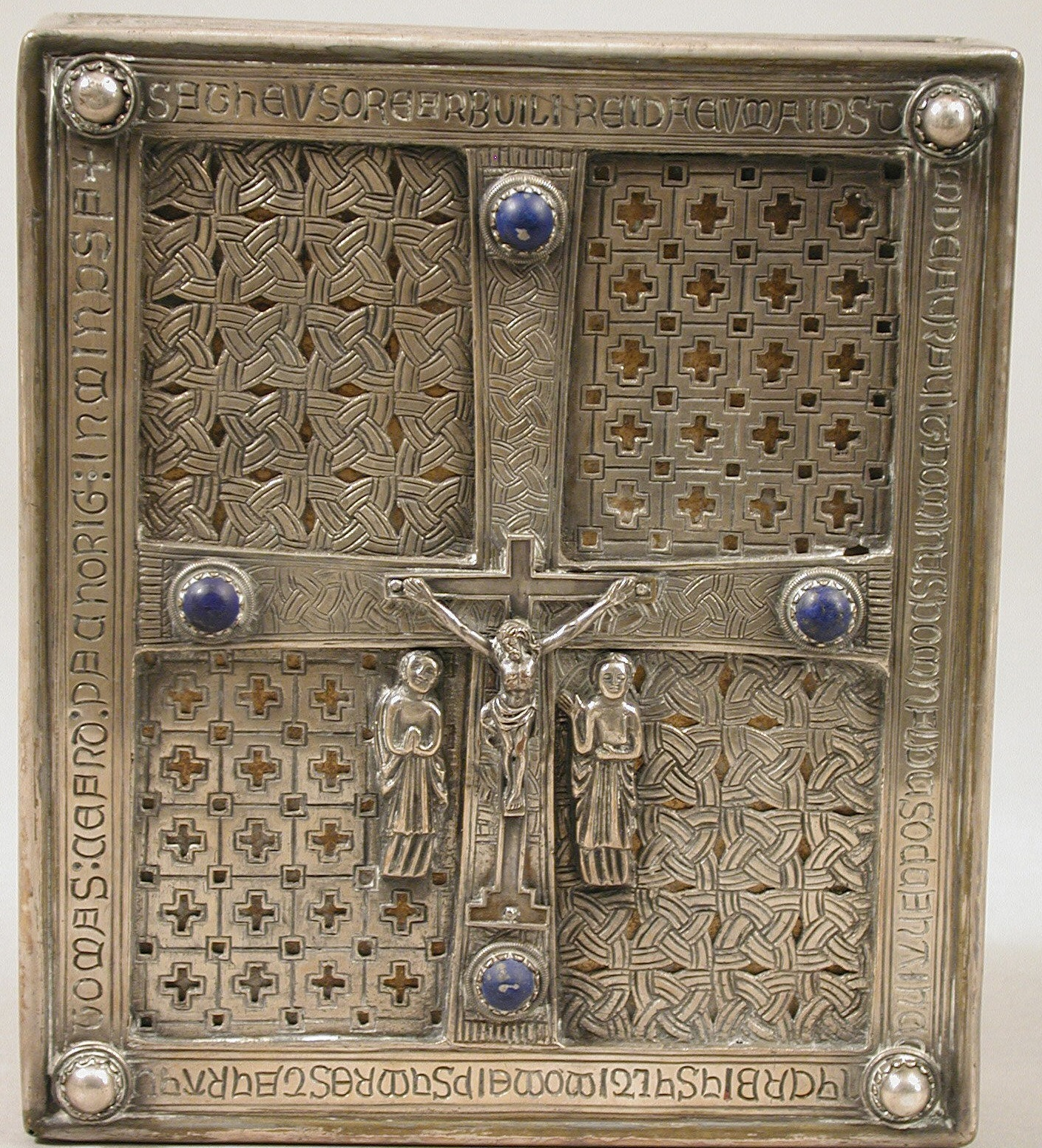
Cumdach do Livro de Dimma, reprodução da frente do século XX

Uma lenda muito conhecida conta que Cronan pediu a um monge chamado Dimma para copiar o livro, mas que isso teria de ser feito num dia. Dimma começou a trabalhar nesta tarefa impossível e copiou continuamente, sem parar para qualquer refeição. Enquanto trabalhava, o sol nunca se punha. Quando Dimma terminou, pensou que tinha demorado apenas um dia, quando na verdade tinha demorado quarenta. Este milagre foi atribuído a Cronan.

## Cumdach (livro-sagrado)
No século XII, o manuscrito foi encerrado num estojo cumdach ou relicário ricamente trabalhado, que permanece com ele na Trindade. Numa das faces, existem painéis de decoração perfurada ao estilo Viking Ringerike sobre a caixa de madeira. Existe uma boa reprodução de 1908 no Museu Metropolitano de Arte em Nova Iorque, que não se encontra exposta, mas tem boas ilustrações disponíveis online, ao contrário da peça original.

## Proveniência
Entre os proprietários posteriores, pertenceu a William Meagher, padre católico em Roscrea, depois ao seu descendente Philip Meagher, padre em Nenagh. Meagher emprestou-o ao Dr. Thomas Harrison, que o vendeu sem permissão a Henry Monck Mason, bibliotecário da sociedade King’s Inns em Dublin, algum tempo antes de 1816. Foi apresentado à Royal Irish Academy a 24 de maio de 1819. Foi comprado por Sir William Betham antes de 1826 e ele próprio tentou leiloá-lo a 4 de julho de 1830. Finalmente cedeu o manuscrito ao Trinity College em 29 de Março de 1836.